# Amaldus Nielsen
Amaldus Clarin Nielsen, född den 23 maj 1838 i Halse, Mandal, död den 10 december 1932 i Oslo, var en norsk målare.
Nielsen kom som målarlärling till Köpenhamn, studerade där samt för Gude i Düsseldorf och 1862-69 i Karlsruhe. Han bosatte sig i Kristiania 1869. Han målade huvudsakligen motiv från havskusten och västra Norge, med samvetsgrant studium och frisk, omedelbar uppfattning. Hans konst är stillsam, mild, jämn och harmonisk. 
Av hans tavlor kan nämnas Morgon vid havet efter storm (världsutställningen i London 1862), Afton vid Hvalöerne (1879), Vid Rækefjord (1883), Morgon vid Ny-Hellesund (1885), Från Ænes vid Hardangerfjorden (1886) och En enslig plats (1901), alla dessa i norska nationalgalleriet. Han  hade våren 1924 en stor separatutställning i Kristiania. Nielsen är representerad vid bland annat Göteborgs konstmuseum.

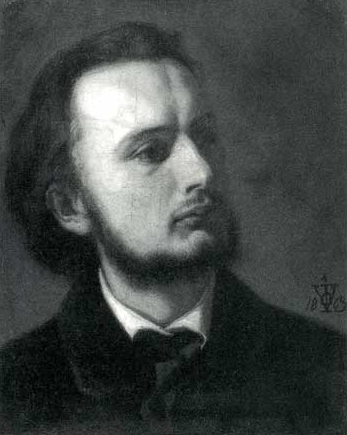
Amaldus Nielsen, målad av Olaf Isaachsen 1863.